# Firewind
A Firewind egy 1998-ban alakult görög power metal együttes.

## Történet
A zenekart Gus G. (Kostas Karamitroudis) gitáros hozta létre 1998-ban, miután félbeszakította zenei képzését az Egyesült Államokban. A 18 éves zenész néhány barátjával készített egy demó-albumot (Nocturnal Symphony), hogy felhívja saját gitártudására a zenei közvélemény figyelmét. Ennek nyomán több zenekar, így a Dream Evil, majd különösen a Mystic Prophecy munkásságába is bekapcsolódott, de nem adta fel terveit, hogy saját vezetésű zenekart hozzon létre.
2002-ben Gus G. a Leviathan Records támogatásával lehetőséget kapott, hogy megvalósítsa saját elképzeléseit. Így Stephen Fredrick énekes, Brian Harris dobos és görög barátja, Kostas "Konstantine" Exarhakis segítségével rögzítette a Firewind első hivatalos kiadványát, a Between Heaven and Hell albumot. A zenekar felállása azonban nem volt stabilnak tekinthető, már a következő évben – a turnézás kihívásaiból fakadóan – új tagok kerültek a ritmus-szekcióba: Petros Christodoylidis basszeros és Stian L. Kristoffersen norvég dobos nemcsak a koncerteken, de a zenekar második albumán (Burning Earth, 2003) is szerepet vállalt.
Stephen Fredrick énekes nem tudta vállalni az új lemezzel járó világ-körüli turnét, így helyére a Srí Lanka-i énekes, Chitral "Chity" Somapala érkezett a zenekarba. Ezzel párhuzamosan pedig Gus G. is feladta párhuzamos szerepvállalásait és fokozatosan kivonult a Dream Evil és a Mystic Prophecy életéből. A zenekart koncertjein kísérő Babis "Bob" Katsionis szintén teljes jogú tagjává vált az együttesnek és így vették fel a Forged by Fire nagylemezt, melyet már a Century Media jelentetett meg és promotált. Noha az album újabb sikert jelent a zenekar életében és a Hammerfall, Thunderstone, valamint a Lordi társaságában turnéztak Európában, ismét újabb változások előtt állt a zenekar. Először az énekes, Somapala, majd a dobos, Kristoffersen is elhagyta a zenekart.

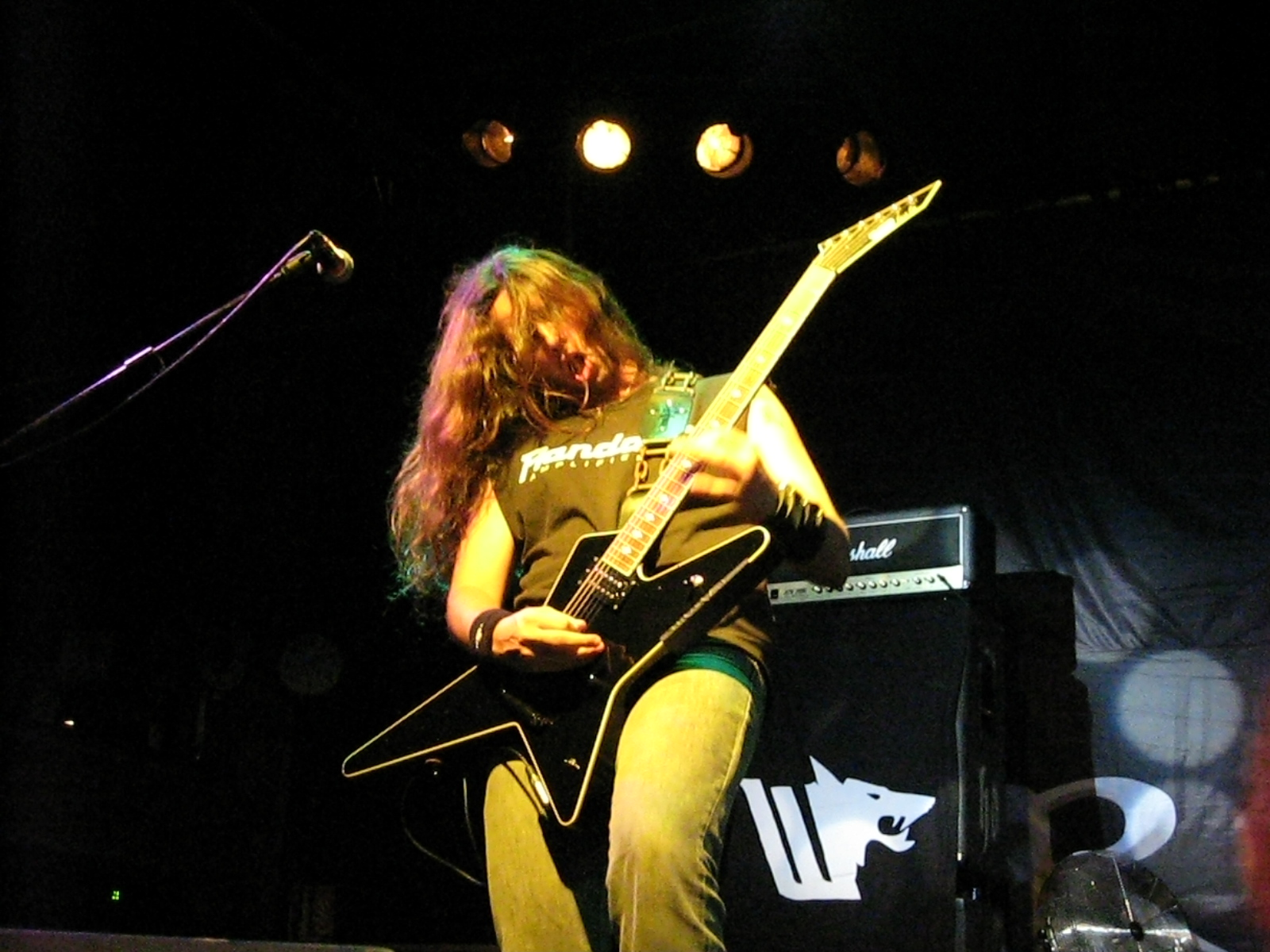
A zenekar-alapító Gus G. egy 2007-es fellépés alkalmával.

A negatív előjelek ellenére Gus G. nem adta fel terveit és Apollo Papathanasio énekessel, valamint Mark Cross dobossal rögzítették az együttes negyedik stúdiólemezét Allegiance címmel. Az album számos tekintetben feladta a power metal kliséket és többek között Tara Teresa vendégszereplésével új irányba nyitotta a zenekar repertoárját. A lemezt követő turné során az Egyesült Államokba is eljutnak, ahol a Progpower Festival keretében régi énekesük, Stephen Fredrick is fellépett a zenekarral. Az együttes eddigi legnagyobb koncertkörútja másfél év alatt három kontinensen (Afrika, USA és Európa) közel száz állomást érintett, melynek során olyan együttesekkel léptek színpadra, mint a DragonForce, az Edguy, a Sonata Arctica vagy Joe Satriani.
Görögországba való visszatérésük után 2007-ben rögzítették következő, The Premonition című albumukat, mely konzekvens folytatása az előző lemezen megkezdett melodikus power metalnak. A lemez érdekessége, hogy a zenekar feldolgozta rajta a Flashdance című film közismert betétdalát (Maniac). A lemez megjelenése után Európában a Kamelot, míg az Egyesült Államokban az Arch Enemy és a Dark Tranquillity társaságában turnézott a Firewind. A turné egyes állomásait örökítette meg a zenekar első koncert-lemeze és DVD-je (Live Premonition).
A hosszú koncertkörút 2009 tavaszán is folytatódott, a zenekar a Stratovarius kíséretében turnézott Angliában, majd számos nyári fesztivál fellépője volt. Ezt követően 2009 szeptemberében ismét stúdióba vonultak, hogy rögzítsék hatodik nagylemezüket. Időközben a zenekar lelkének számító Gus G. leszerződött Ozzy Osbourne zenekarába és hosszú koncertturnéra indult, ami késleltette az új lemez munkálatait. Végül a zenekar 2010 januárjában bejelentette, hogy a dobos posztján ismét csere történt, Mark Cross helyére Michael Ehré érkezett a zenekarba. Majd 2010 májusában részt vettek a Metal Hammer magazin angol kiadásához készített Judas Priest-tribute lemezen: a zenekar a Breaking The Law számot játszotta fel a válogatás CD-re. Nem sokkal később pedig Gus G. bejelentette, hogy a kiterjedt Ozzy-turné ellenére is elkészülnek a rég várt lemez munkálataival és még 2010 őszén megjelenhet a Days of Defiance című korong. A bejelentés szerint az album október 25-én kerül a boltokba, mégpedig a Century Media gondozásában. A zenekar a felvételeket a helsinki Sonic Pump Studios-ban készítette, annak zenei produceri munkálatait Nino Laurenne és Tapio Pennanen látta el. Első kislemezként pedig már 2010. augusztus 17-én megjelentetik a World On Fire című számot.

## Korábbi tagok

### Énekes
- Brandon Pender (1998, a Nocturnal Symphony demón)
- Stephen Fredrick (2001-2003, a Between Heaven and Hell és a Burning Earth lemezeken)
- Chitral Somapala (2003-2005, a Forged by Fire lemezen)

### Basszusgitár
- Kostas "Konstantine" Exarhakis (2001-2003, a Between Heaven and Hell lemezen)

### Dobok
- Matt Scurfield (1998, a Nocturnal Symphony demón)
- Bruce Harris (2001-2003, a Between Heaven and Hell lemezen)
- Stian Lindas Kristoffersen (2001-2005, a Burning Earth és a Forged by Fire lemezeken)
- Mark Cross (2006-2009, az Allegiance és a The Premonition lemezeken)

## Diszkográfia

### Demó
- 1998: Nocturnal Symphony (saját kiadás)

### Stúdióalbumok
- 2002: Between Heaven and Hell (Leviathan Records)
- 2003: Burning Earth (Leviathan Records)
- 2005: Forged by Fire (Century Media)
- 2006: Allegiance (Century Media)
- 2008: The Premonition (Century Media)
- 2010: Days of Defiance (Century Media)
- 2012: Few Against Many (Dismanic Distribution)
- 2017: Immortals (Century Media)

### Koncertlemezek
- 2004: Firewind Live In Japan (csak Japánban megjelent, limitált kiadvány)
- 2008: Live Premonition (Century Media)

### Kislemezek és DVD-kiadványok
- 2006: Falling To Pieces (kislemez, Century Media)
- 2007: Breaking The Silence (kislemez, Tara Teresa vendégszereplésével, Century Media)
- 2008: Mercenary Man (kislemez, Century Media)
- 2008: Live Premonition DVD (Century Media)